# سید موسی صالحی بارفروش
سیدموسی صالحی بارفروش سیاست‌مدار ایرانی بود، که در  دوره بیست و دوم  بعنوان نماینده قائم‌شهر در مجلس شورای ملی حضور داشت.